# Violinsonate Nr. 2 (Brahms)
Johannes Brahms schrieb die Violinsonate Nr. 2 A-Dur Op. 100 im Sommer 1886 in Thun, wo der damalige Schweizer Aufenthaltsort heute als „Brahmsquai“ bezeichnet wird. Eine Bronzeplastik mit der populären Bezeichnung Brahmsrösi erinnert dort zudem an den Komponisten. Die Sonate ist auch bekannt unter der Bezeichnung Thuner Sonate. Als solche fand sie auch Eingang in die Kriminalliteratur.

## Hintergründe zur Entstehung
Brahms verbrachte den Sommer 1886 am Thuner See. Als er die Nachricht erhielt, die Sängerin Hermine Spies werde ihn dort gemeinsam mit Freunden besuchen, begann er ihr zu Ehren mit der Komposition der Sonate, die er „in Erwartung einer lieben Freundin“ schrieb. Er hatte zudem zwei Lieder für die Sängerin komponiert.
Hermine Spies’ Schwester Minna erinnerte sich: „Ein Spätsommertag war’s. Die Nachmittagssonne stand vor ihrem Untergange und strahlte golden über die Wasser und durch die geöffneten Fenster zu uns herein. Die Blumengehänge, die über die Ufer des Sees herabfielen, wurden zu neuen glutvollen Farben erweckt und sandten ihren Duft herüber. Hermine sang dazu. Zwei neue, noch ungedruckte Lieder lagen auf dem Notenpult des Flügels: ‚Immer leiser wird mein Schlummer‘ und ‚Wie Melodien zieht es‘. Brahms begleitete.“
Einem dieser Lieder liegen die folgenden Verse von Klaus Groth zugrunde – aus der Liedmelodie dieser Verse entwickelte Brahms das Seitenthema des ersten Satzes seiner Sonate:
„Wie Melodien zieht es

Mir leise durch den Sinn,

Wie Frühlingsblumen blüht es

Und schwebt wie Duft dahin.“

## Aufbau

### 1. Satz: Allegro amabile
Der 1. Satz ist ein Allegro amabile, d. h. liebenswürdig, man soll ihn also nicht zu schnell und zu hart spielen. In diesem Satz fließen die Themen geradezu ineinander und sorgen für einen Austausch der beiden Instrumente. Es lassen sich die Gefühle, die Brahms während des Komponierens hatte, erahnen.

### 2. Satz: Andante tranquillo – Vivace – Andante – Vivace di più – Andante – Vivace
Der 2. Satz beginnt mit einem Andante tranquillo, d. h. man soll ihn besonders ruhig spielen, gefolgt von einem Vivace, d. h. man soll ihn lebendig spielen. Es folgt wieder ein ruhiges Andante, gefolgt von einem schnellen Mittelteil, einem Vivace di più. Anschließend folgt wieder ein Andante, danach noch einmal ein Vivace. Man könnte also sagen, dass er eine A-B-A-B-A-B-Form hat, wenn man das Andante als A-Teil und das Vivace als B-Teil betrachtet.
In ihm gibt es eine strikte Grenze zwischen dem Andante tranquillo und dem Vivace.

### 3. Satz: Allegretto grazioso (quasi Andante)
Der 3. Satz ist ein Allegretto grazioso (quasi Andante) und damit besonders graziös und elegant zu spielen. Er ist ungewöhnlich für ein romantisches Stück, da er die üblichen Leidenschaften und Eigenschaften romantischer Stücke vermeidet. Der 3. Satz ist in Rondo-Form und beginnt mit einem Legato. In der Mitte des Satzes erfolgt ein emotionaler Ausbruch, bevor er wieder ruhig wird. Am Schluss kommt das Thema noch einmal, bevor der Satz triumphal endet.